# Aeridovanisia
× Aeridovanisia, (abreviado Aervsa) en el comercio, es un híbrido intergenérico entre los géneros de orquídeas Aerides × Luisia × Vanda. Fue publicado en Orchid Rev. 91(1076) cppo: 12 (1983).